# حسین کاراندیش
حسین کاراندیش بازیکن بسکتبال اهل ایران بوده است.
وی در بازی‌های المپیک تابستانی ۱۹۴۸ به همراه تیم ملی بسکتبال ایران شرکت کرده و در شش بازی در ترکیب این تیم در مسابقات حضور یافته است.